# Vladimír Boháč
Vladimír Boháč (* 5. dubna 1951 Liberec) je český regionální politik, manažer a dlouholetý sportovní funkcionář. V letech 2012 až 2024 byl krajským zastupitelem Libereckého kraje, zvolen byl jako nestraník za hnutí SLK.

## Sportovně-funkcionářská kariéra
Jako aktivní sportovec (stolní tenis) se začal do sportovního managementu zapojovat již před rokem 1989 v TJ Raspenava, kde vyrůstal a dodnes žije. V roce 1990 byl zvolen do pozice předsedy okresní organizace Českého svazu tělesné výchovy (ČSTV), dnes Liberecká sportovní a tělovýchovná organizace (LB STO), kde k roku 2023 působí jež 33 let. Po novém rozdělení republiky na kraje (2000) vznikaly i krajské články České unie sportu (ČUS). V roce 2001 se stává hlavním organizátorem vzniku Krajské organizace v Libereckém kraji a byl zvolen jejím předsedou, kterým je zůstává nadále i v roce 2023.

## Politické působení
Vladimír Boháč v letech 2000, 2004 a 2008 neúspěšně kandidoval ve volbách do zastupitelstva Libereckého kraje za uskupení Unie pro sport a zdraví, resp. Liberecká unie pro sport a zdraví. V letech 2012, 2016 a 2020 kandidoval do libereckého zastupitelstva za Starosty pro Liberecký kraj a pokaždé úspěšně. Není členem žádné politické strany. V krajských volbách v roce 2024 již nekandidoval.